# 養殖業

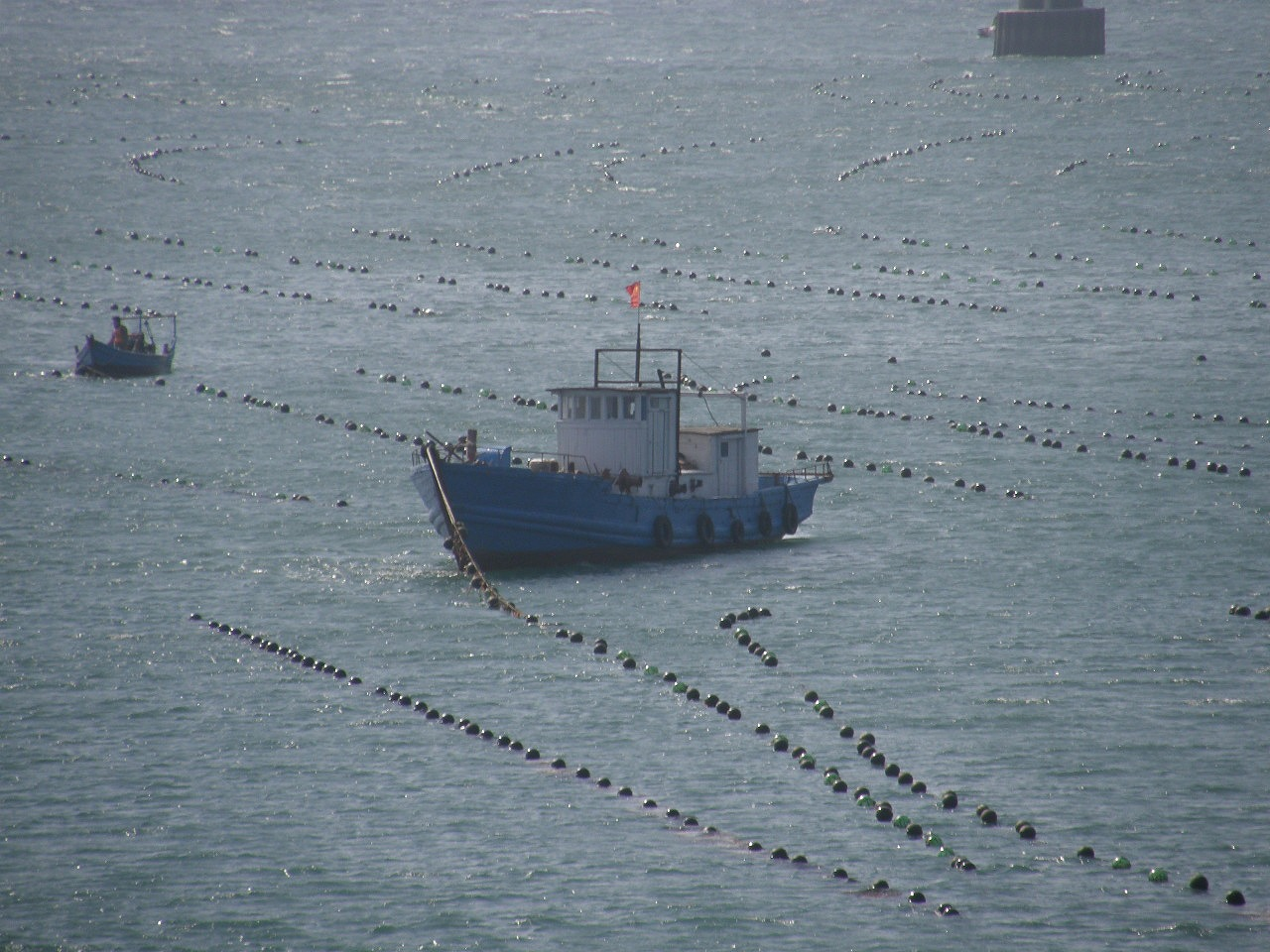
中華人民共和国大連市旅順口区における真珠貝養殖

養殖業（ようしょくぎょう、英語: aquaculture）とは、生物を、その本体または副生成物を食品や工業製品などとして利用することを目的として、人工的に育てる産業である。金魚、錦鯉などを鑑賞・愛玩目的で育てることは「養魚」と称する場合が多い。
狭義および通常は、水産業（養殖漁業）の一種で、魚介類や海藻などの水棲生物の人為的繁殖について使われる。広義には、生物全般を育てることを指すが、陸生植物に関しては栽培・農耕、哺乳類に関しては畜産、そのうち乳牛などは酪農、ニワトリに関しては養鶏、ブタは養豚、昆虫は昆虫養殖（養蜂・養蚕など）という用語がある。

## 概要
養殖するためには対象となる生物の生態を知る必要があり、安定した養殖技術の獲得までには時間がかかる。魚介類に関しては、卵あるいは稚魚・稚貝から育てることが多い。反面、飼育親魚からの採卵と管理環境下での孵化を経た仔魚および稚魚の質と量の確保が困難な魚種（例えば、ニホンウナギ・クロマグロ・ハマチ）の場合、自然界から稚魚を捕らえて育てる「蓄養」が行われる。ニホンウナギやマグロ類では稚魚として用いる未成魚の捕獲行為が無制限に行われ、捕獲する行為自体が天然資源資源減少の要因と指摘されていたが、クロマグロに於いては2014年から未成魚の捕獲制限が行われると報道された。

### 目的
多くの場合、育てた生物自体を食用とする事が目的であるが、生物の育成によって副次的に生成される物質を食用以外の用途とする場合（真珠など）もある。一方、人間によって略奪、破壊された海洋環境を自然に返す手段の一つとする見解もある。
養殖には、漁の条件や捕獲環境を管理できることで、捕獲時のダメージによる劣化を防ぎ時間やエネルギーなどの各種コストを抑えられること、魚種によっては天然環境に比べ成長が早めることが技術的に可能であることなど、明確なメリットがある。

### 養殖施設
魚が逃げ散ったりしないように管理して、給餌や漁獲を容易にするため、海の沿岸域や淡水の湖沼などに様々な施設が作られる。魚介類の種類に合わせて、海面生け簀や筏、養魚池などが使い分けられる。海水魚の一部は、海水の水質を保って内陸部で育てる閉鎖循環式陸上養殖が可能になっている。
特に悪天候時において波や海流、潮流が激しい外海での養殖は難しいが、ノルウェーでは北海油田の石油プラットホーム技術を応用し、水深150mの外洋でサーモンを養殖している。

## 歴史
中国大陸には淡水魚の養殖では古くからの歴史があり、今なお最も盛んなコイの養殖は3000年前から始まったという。春秋時代に越王の臣下である范蠡が世界初の養殖についての概論書『養魚経』を著した。
古代ローマではカキ（貝）が養殖されたほか資産家の投資先の一つとして、養魚池の経営があった。養魚池には淡水の池もあれば、海から海水を引き込んで内陸に作られる海水池もあった。資産家たちは饗宴に使われる高級魚であるヘダイやヒメジなどを育てていた。中世ヨーロッパではカワカマスやウナギ、四旬節用のコイの養殖が盛んで、大地主が農夫に池や湖の権利を貸し、魚と金銭を徴収する形で行われた。領主は水産資源と養魚家の権益を守るために川や湖での釣りには厳格なルールを作った。上流階級には特許状を出したが、平民が違反すると重罪となった。

## 完全養殖

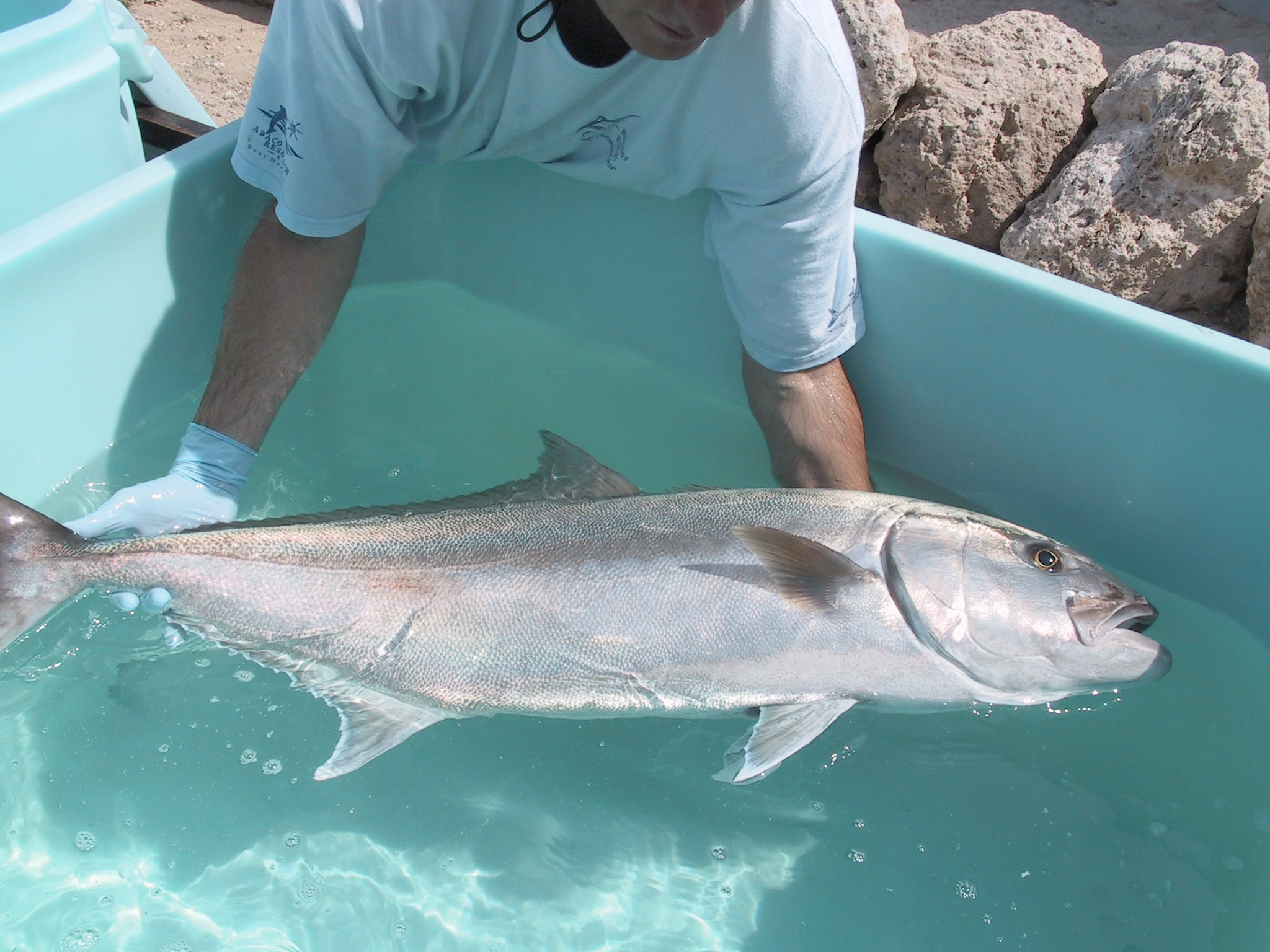
ブリの一種の種魚（Broodfish）、カンパチ

生物の誕生から次世代への継続というサイクルをすべて人工飼育で実施することを完全養殖（かんぜんようしょく）という。例えば、魚類であれば、成魚から卵を採り人工孵化の後に成魚に育て、さらに成長させた大魚から卵を採って人工孵化させるというサイクルが出来ると完全養殖と呼ぶ。ナマズ、サケ科、コイ科、マダイ、トラフグ、浅海性のエビ等多くの食用となる種では技術確立し、完全養殖が行われている。一方、食用魚介類として馴染みのあるイカ、タコ、サンマ、イワシ、アジ、海生カニ、牡蠣などでは完全養殖は行われていない。例えば、養殖魚として馴染みのあるハマチにおいては天然産稚魚を捕採し育てる畜養が全てを占めている。
完全養殖は「産卵」「孵化」「稚魚育成」「性的成熟」まで全ての過程を最適条件に管理した環境下で行うもので、生物の生態と各課程を詳細に研究し最適な餌、水温、明るさなどの条件を見出す必要が有る。実際に完全養殖を行おうとした場合、目的とする魚種の生態解明だけで無く親魚の飼育と稚魚の生産までにかかる生産コストも重要で、生産コストの上乗せが容易なウナギ、マグロでは技術開発に成功しているが、サンマやイワシなど安価で販売される魚種では技術開発も行われていない。しかし、21世紀に入ってから、かつては、不可能とされていたウナギなどの魚介類での完全養殖の実験が実験室レベルで成功し、特にクロマグロは長い期間をかけて完全養殖を商業的に成り立たせており、今後の技術発展に水産業者の関心が集まっている。
完全養殖の世代を重ねると、養殖し易い特性を持つ遺伝集団が形成される反面、単一の形質をもつ遺伝的な多様性に欠ける集団となる。その結果、環境ストレスに対する耐性や耐病性を低下させると共に、継代人工種苗が親魚(Broodstock)となった自然界での再生産のサイクルが良好に機能しない原因となっている可能性がアユでは指摘されている。一方、遺伝的多様性を維持する為に、養殖メスと野生オスを交配させ次世代の種苗とする事で遺伝的多様性の維持をはかることが可能である。

## 世界の養殖
1883年に著名な生物学者トマス・ヘンリー・ハクスリーは「タラ漁、ニシン漁、マイワシ漁、サバ漁、そしておそらくすべての海洋漁は無尽蔵である。つまり、我々人間のすることなど魚の数に大きな影響を及ぼすことはない」と述べたが、その後の1世紀で世界の海洋資源は激減し、国連食糧農業機関の推定では流通している主な魚の3分の2は、集団を維持できる以上のレベルで捕獲されていると指摘している。

世界の水産物生産量の推移 緑(養殖)、青(天然)

西ヨーロッパでは、1970年代に乱獲による漁業資源の枯渇と、沿岸の無秩序な開発や海洋汚染が問題となった。ムール貝やカキの養殖は18世紀以来の伝統があったが、海洋汚染のために従来の場所が養殖に適さなくなったり、新たな手法を開発する必要に迫られたりした。魚類の養殖は中世以来廃れていたが、環境問題の高まりとともに研究や実践が進みつつある。
カナダ、スカンジナビア、チリではサケ科魚類の養殖が盛んである。養殖魚の成長には温度管理が重要となるが、フランスやカナダでは原子力発電所の冷却水を利用した温度管理でウナギやコイの養殖が行われている。アメリカ合衆国では、流通しているニジマスとナマズのほぼ100%が養殖されたものである。
中央ヨーロッパでは伝統的にコイの養殖が盛んで、中でも南ボヘミア地方のコイは世界的な名声がある。ハンガリーでは、コイとアヒルやガチョウを同じ池で飼うことで家禽類の排泄物でコイを太らせている。似たような方法は中国や中央アフリカなどでも行われている。また、数年毎に池の水を抜き穀類を栽培する輪作を行っている。

### 養殖品目

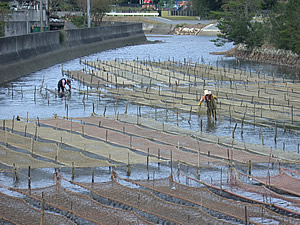
海苔養殖

養殖対象となる主な品目は魚類で、生産高の多い種はコイ科、サケ科、ティラピア、ナマズである。甲殻類では浅海性エビの養殖が1970年代から、上海蟹は1990年代から急激に増加した。軟体動物では牡蠣、ムラサキイガイなど、その他にはクラゲ、ナマコ、ウニ、ホヤなどである。
品目の一覧
- 藻類養殖（英語版） - 海藻養殖（英語版）
- サケの養殖（英語版）
- フグの養殖[16]
- ナマズの養殖（英語版）
- スギの養殖（英語版）
- ティラピアの養殖（英語版）
- 中国の四大家魚（ハクレン、コクレン、ソウギョ、アオウオ）
- 塩水エビの養殖（英語版）
- 淡水エビの養殖（英語版）
- カキの養殖（英語版）
- タコの養殖（英語版）
- ホタテの養殖（英語版）
- ミルガイの養殖（英語版）
- クラムガーデン（英語版）

その他、ヒオウギガイ、アサリ、アワビ

### 各国の生産高
1980年代以降に中国国内（中華人民共和国の生産高）の養殖が急成長している。2009年の生産量は約8千万トンで生産金額は860億ドル。

## 日本における養殖
日本における養殖による生産量は重量ペースで世界の約1%であった。
2014年から、水産庁は養殖業界関係者、消費者代表、学識経験者等からなる養殖魚需給検討会の意見から、生産量を調整する養殖生産数量ガイドラインを策定している。

### 養殖される主な魚種
| 順位 | 海面養殖魚種         | 単位 = 1万t | 内水面養殖魚種   | 単位 = t |
| ---- | -------------------- | ----------- | ---------------- | -------- |
| 1    | ほたてがい           | 24.81       | うなぎ           | 19,913   |
| 2    | かき類               | 1４ .41     | あゆ（鮎）       | 5,083    |
| 3    | ぶり                 | 10.17       | にじます（虹鱒） | 4,833    |
| 4    | まだい（真鯛）       | 6.35        | こい（鯉）       | 3,256    |
| 5    | かんぱち             | 3.38        | その他ます類     | 2,867    |
| 6    | くろまぐろ（黒鮪）   | 1.47        |                  |          |
| 7    | ぎんざけ（銀鮭）     | 1.39        |                  |          |
| 8    | ほや類               | .83         |                  |          |
| 9    | しまあじ             | .33         |                  |          |
| 10   | ひらめ（平目）       | .25         |                  |          |
| 11   | くるまえび（車海老） | .13         |                  |          |
| 12   | まあじ               | .08         |                  |          |

### 主産地
魚種によって生産地はまったく異なるが、生産金額では下記の地域が上位にランクされる。瀬戸内海や有明海などの内海は特に養殖が多く、西九州・四国はいずれもタイ、ブリ類（ハマチ等）、ウナギの養殖が盛んである。なお、海面漁業も含めると北海道が最多である。宮城県・岩手県の三陸海岸は東北地方太平洋沖地震の津波で大きな被害を受けた。
| 順位 | 都道府県（海面） | 単位 = 1万t | 海面最多生産種       | 都道府県（内水面） | 単位 = t | 内水面最多生産種 |
| ---- | ---------------- | ----------- | -------------------- | ------------------ | -------- | ---------------- |
|      | 全国             | 106.69      |                      | 全国               | 36,114   |                  |
| 1    | 北海道           | 16.60       | ホタテ 13.51         | 鹿児島             | 8,127    | ウナギ 8,007t    |
| 2    | 広島             | 11.07       | カキ 10.68           | 愛知               | 6,485    | ウナギ 5,116t    |
| 3    | 青森             | 10.11       | ホタテ 10.07         | 宮崎               | 4,014    | ウナギ 3,315t    |
| 4    | 宮城             | 7.68        | コンブ・ワカメ類 315 | 静岡               | 3,255    | ウナギ 1,834t    |
| 5    | 兵庫             | 7.64        | クロノリ 674         | 長野               | 1,599    | ニジマス 767t    |
| 6    | 佐賀             | 6.84        | クロノリ 665         | 福島               | 1,379    | コイ 932t        |
| 7    | 愛媛             | 6.47        | ブリ・カンパチ 214   | 岐阜               | 1,358    | アユ 897t        |
| 8    | 鹿児島           | 4.98        | ブリ・カンパチ 434   | 茨城               | 1,252    | コイ 1,087t      |
| 9    | 熊本             | 4.95        | 海藻 303             | 和歌山             | 991      | アユ 984t        |
| 10   | 岩手             | 4.29        | コンブ・ワカメ類 329 | 山梨               | 979      | ニジマス 702t    |

## 養殖の問題点
生産過剰
養殖技術が確立され、稚魚から成魚になるまでの歩留まりが向上すると、生産過剰になり、成魚の市場価格が暴落する。ある魚種が収益が高いと注目されると多くの養殖業者がその魚種を取り扱おうとすることから生じ、また市場価格が低迷しているからといって長期間蓄養すると餌の費用も無視できないので、安値でも出荷せざるを得なくなる。稚魚の確保に制約のある魚種の場合、一定のブレーキがきくが、幼生から養殖できる魚種の場合、その歯止めが利かない。
周辺の水質汚染
餌の過剰投与や過密養殖等による周辺の富栄養化や水質汚染が指摘されている。養殖は波や海流の穏やかな内湾で行われる事が多く、海流による浄化作用が起きにくい。近年では餌も改良され、また投餌技術も進歩したため、食べ残し、汚染の少ない餌が用いられるようになっている。また、フグ養殖業者によるホルマリンたれ流し騒動もかつてはあった。
品質への不信
日本の消費者には天然物志向が極めて強く、「養殖物は何を食べさせているかわからない」という観念が支配的である。また、抗生物質など投与物への不信も根強いものがある。例えば、大日本水産会が2003年度（平成15年度）に行なった「水産物を中心とした消費に関する調査（若年層対象調査）」では、養殖魚は海水汚染の問題や魚病対策に使用される抗生物質・抗菌剤残留など、多くの消費者が不安を抱いていることがわかったと報告されている。
養殖業者では餌の改良など食味の改良に取り組み、品質の向上に努めている。また、関係団体では消費者への広報活動等も行っている。なお、養殖業者においては「何を餌に食べているかわからない天然物より食べさせた餌のはっきりしている養殖物の方が安心」と主張している。実際に、旬でない時期には天然ものより養殖ものの方が高値が付くこともある。
また、近年では遺伝子組み換え技術を取り入れた「アクアドバンテージ・サーモン」のような養殖用品種に対する安全性への懸念が論争を起こしている。
天然資源の減少
完全養殖に成功している海生魚類は少なく、天然の未成魚を捕獲して養殖しているのが実態である。養殖用稚魚全てを人工的に供給しており、自然界の資源減少には与していないと思われがちであるが、実際にはマグロ類、ウナギ、ハマチなどでは自然界から稚魚を捕獲して育てる蓄養という手段で養殖しており、クロマグロの極一部が完全養殖されている他は、商業ベースでの完全養殖に至っておらず、資源減少の要因として非難されている。また、餌に使用されるマイワシも自然界から捕ったものであり、しかも人間の食用よりも肥料や養殖の餌としての消費の方が多いという問題もある。ブリテッシュコロンビア大学漁業センターの2006年の調査によれば、漁獲された海洋魚の37％は養殖用の魚粉飼料になっているという（1948年には7.7％でしかなかった）。別の数値では、魚一匹を養殖するためには天然魚19匹が必要である。
トラウトやサーモンのような肉食性の養殖魚を1トン生産するのに、小魚を3トンから5トン必要とする。世界の漁獲高の約5分の1が、ほかの魚の餌になる。
環境負荷
甲殻類の養殖は養豚や養鶏以上にCO2排出量が多い。また、エビの養殖場にするために、世界最大のCO2吸収源の1つであるマングローブ林が1980年から約150万ヘクタール失われている。
外国産水産物との競合
外国産の水産物が多量に流入し、これらとの競合に揉まれている。
遺伝的多様性が欠如した集団の形成
世代を重ね交配していく事で、遺伝的多様性は薄れ画一的な個体群が形成されていく。この、遺伝的な多様性に欠ける個体群は感染症に対する耐性が弱くなっている場合があり、感染症が蔓延しやすい。また、自然環境への放流後の環境対応力が薄れていくことが指摘されている。一方、多様性が維持できている個体群であれば感染を免れ生存する個体があり全滅の可能性を低くできる。
外来種化と遺伝子攪乱
養殖用に他地域から持ち込まれた生物が自然界に逃げ出し外来種として野生化した事例は多く、周辺の生態系を破壊したり、在来種との交雑による遺伝子攪乱が懸念される。また、植物やほ乳類において一般的に行われている F1 と呼ばれる一代雑種の手法を養殖魚の生産性（成長速度）を上げるため、導入することがある。しかし、サケ科魚類の一代雑種では致死性仔魚のみが誕生する組合せが有る。そのため養殖魚が自然界に逃げ出し、さらなる交雑個体が生じないようにするため、不妊化処理を施した生殖能力を持たない3倍体メス（3倍体魚では繁殖力が無くなったため天然魚であれば生殖の為に消費されていたエネルギーが成長の向けられるので短期間で出荷可能な大きさに成長する）を作出することが多い。
動物福祉
水から引き揚げられた魚は最大で250分間、感覚を保つことができるため、迅速な屠殺が求められる。OIE（国際獣疫事務局）は、水生動物衛生規約の「養殖魚の福祉」の中で、「養殖魚は屠殺される前に気絶させられるべきであり、その気絶手段は、確実に即効性があり、かつ意識喪失から確実に回復しないようにすべき」と記載している。しかし実際には、そのまま冷蔵処理されるなど気絶処理が行われないケースがある。養殖魚の動物福祉の対策を実施している国もある。
養殖サーモンでは、海シラミを食べさせるために、ベラなどの掃除魚が使用されるが、不適切な飼育環境で死亡率が非常に高く（最大100％）、生き残ったとしても、最終的にサーモンの生産サイクルの最後に殺されてしまうことが問題提起されている。
疾病
2020 年の養殖ノルウェー産サーモンでは、生産コストのほぼ 3 分の 1 が、病気とシラミの管理のために費やされる。
品質の劣化
米国農務省の調査によると、養殖されたアトランティック・サーモンは、天然ものの2倍の脂肪を含み、養殖のニジマスは天然ものとタンパク質量はほぼ同じだが、脂肪の量は最大で79％多かった。